# Agrius marshallensis
Agrius marshallensis är en fjärilsart som beskrevs av Clark 1922. Agrius marshallensis ingår i släktet Agrius och familjen svärmare. Inga underarter finns listade i Catalogue of Life.